# Glenlossie
Glenlossie ist eine Whiskybrennerei nahe Elgin, Schottland, Großbritannien.

## Geschichte
Die Brennerei wurde 1876 von John Duff gegründet. Als 1896 einer der beiden Mitbesitzer, Alexander Grigor Allan, starb, übergab er die Destillerie ganz an Henry MacKay, um sich auf die neu gegründete Longmorn Brennerei zu konzentrieren. 1919 ging die Brennerei an die Distillers Company Ltd. (DCL). Nach einem Feuer wurde die Destillerie 1929 wieder aufgebaut. 1962 wurde die Anzahl der Brennblasen von vier auf sechs erhöht.

## Produktion
Das Wasser der zur Region Speyside gehörenden Brennerei stammt, wie bei der nahegelegenen Mannochmore Destillerie, aus dem Bardon Burn. Sie verfügt über einen Maischbottich (mash tun) (8 t), acht Gärbottiche (wash backs) (je 45.000 l) aus Lärchenholz, drei wash stills (zusammen 48.000 l) und drei spirit stills (zusammen 43.200 l) die mit Dampf erhitzt werden.